# 成漢國
成漢國（韓語：성한국，1963年11月19日—），韓國前男子羽球運動員和羽球教練。
成漢國在1986年美國羽球公開賽上贏得了男子單打冠軍，並在那年早些時候贏得了1986年亞運會男子單打銅牌及男子團體金牌。他也是1989年首屆蘇迪曼盃亞軍球隊的一員。
1989年，成漢國與兩次全英冠軍金練子結婚。兩人的女兒成池鉉也是羽球運動員。
退役後，成漢國長期擔任教練，包括韓國職業球隊與國家隊。他於2010年12月成為國家隊的主教練，直到他在2012年8月因倫敦奧運會的消極比賽醜聞而被解僱。